# 綠色車廂
綠色車廂（日语：／ Gurīn sha */?）是日本國有鐵道（國鐵）和JR各公司旅客列車內比普通車廂更舒適、設備更豪華的一等車廂。1969年國鐵車費設定更新時，把戰前已有的1等座席車（一等車）、2等座席車（二等車）廢除，並把特急乘車券和急行乘車券合併。自此就設定了「普通車廂」和較高級的「綠色車廂」。而寢台列車（臥鋪列車）雖然都有類似的等級分別，但是只稱作「A寢台」（較高級）和「B寢台」。乘坐綠色車廂需收取特別的附加車資，稱為「綠料金」（グリーン料金）或「特別車輛料金」，綠色車廂上也貼有綠色的四葉標記以與一般車廂作區隔。

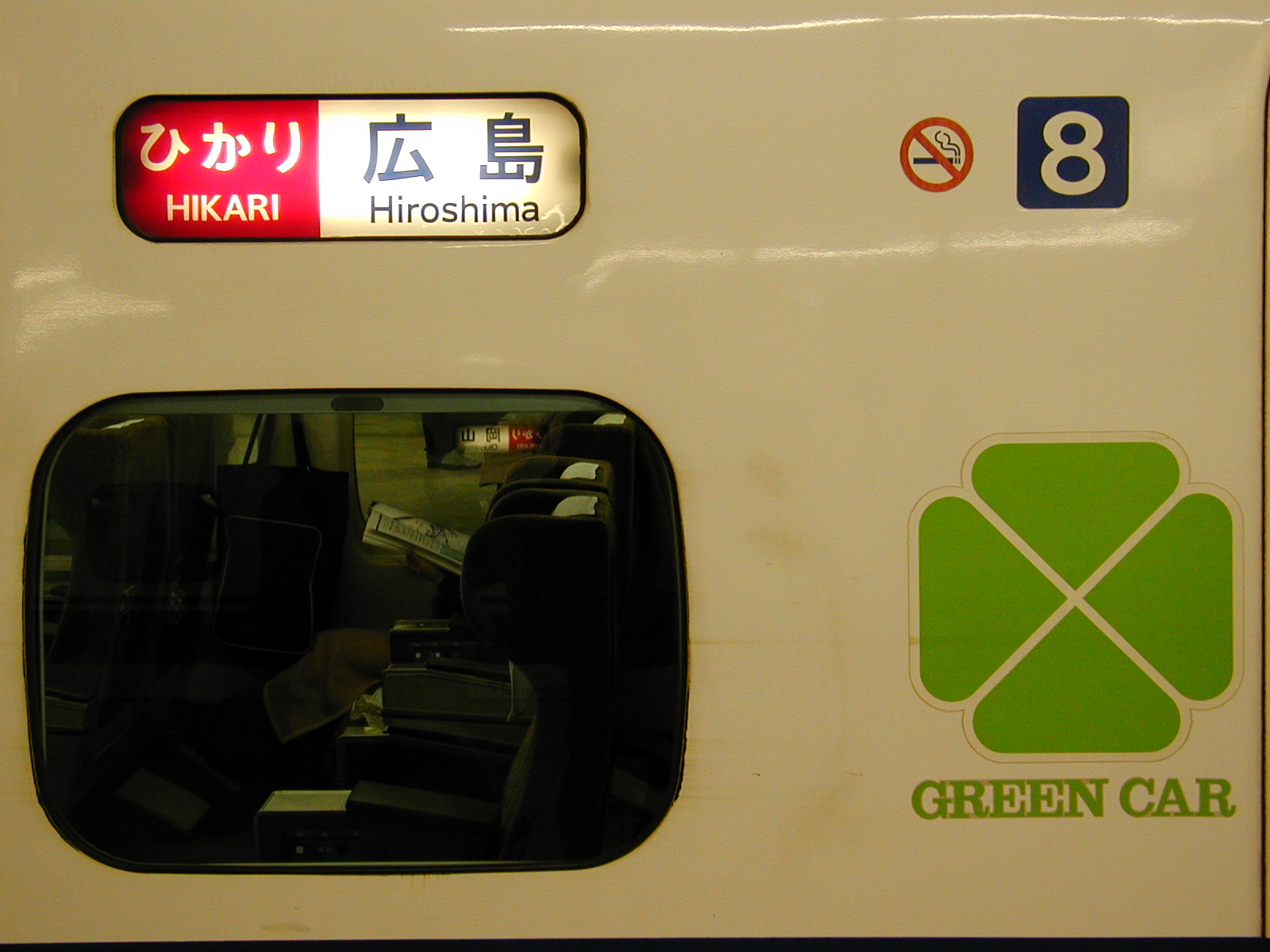
光號列車綠色車廂的綠色四葉標記

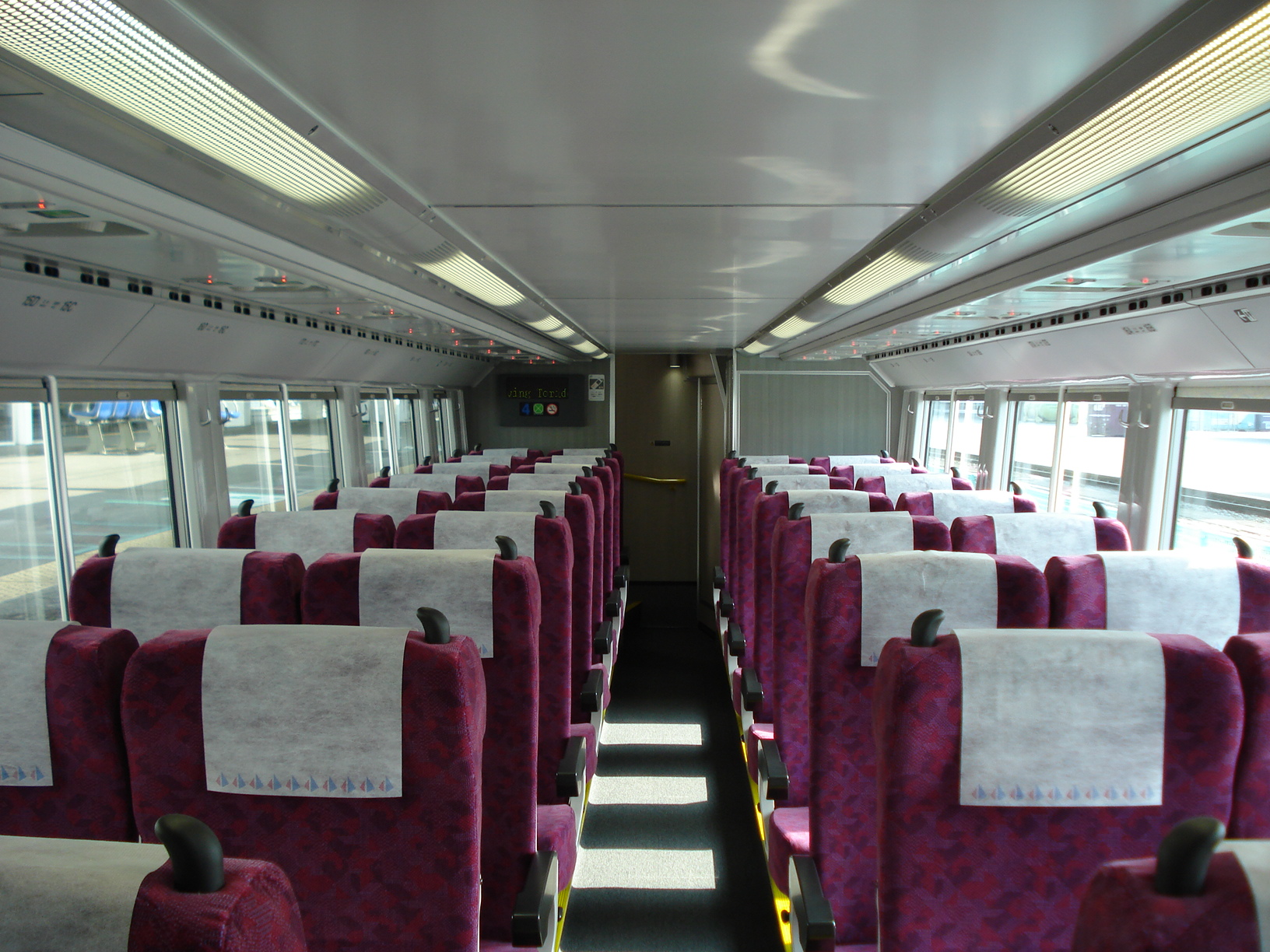
E531系綠色車廂的坐席

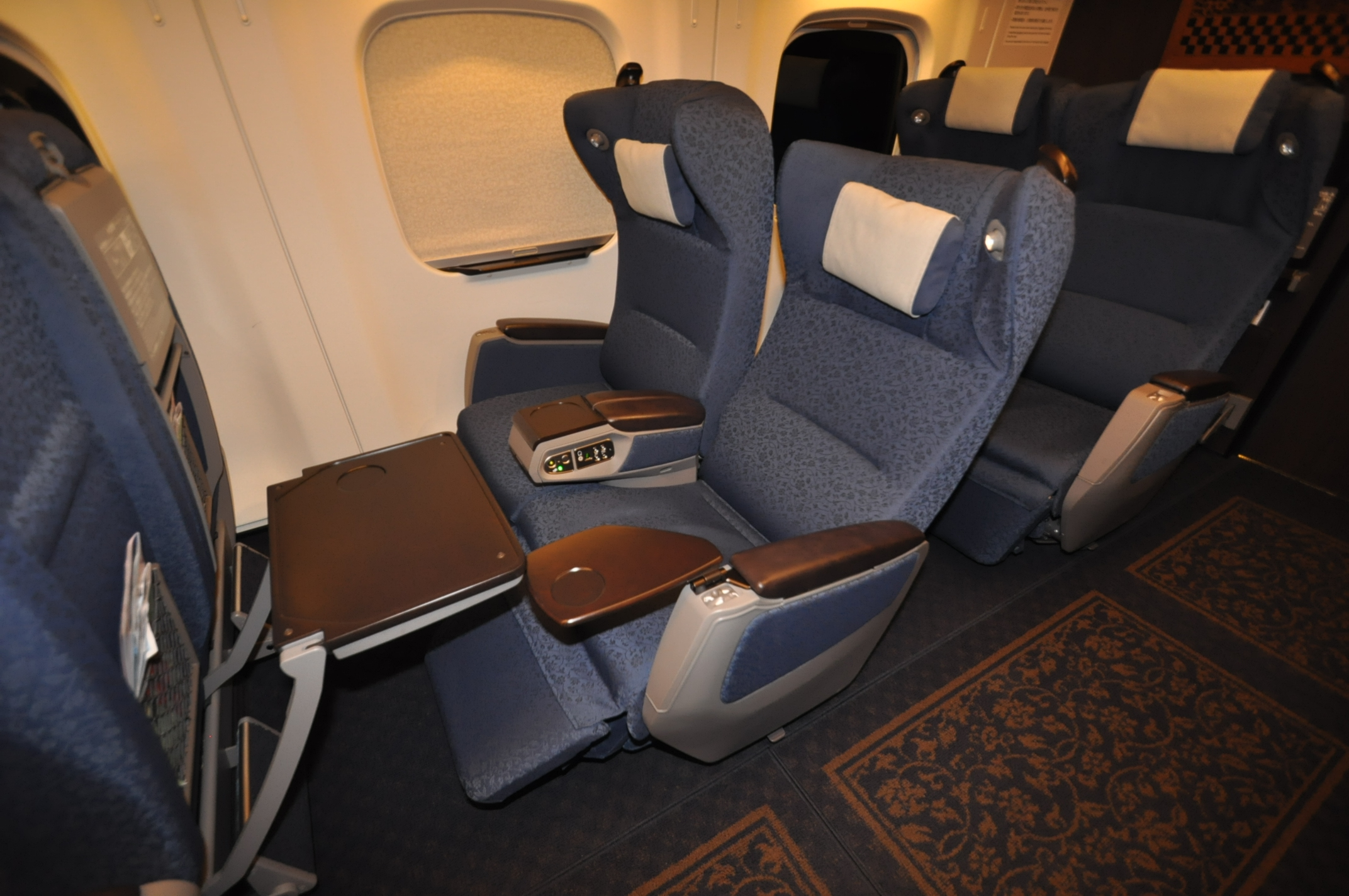
N700系7000番台的綠色車廂坐席

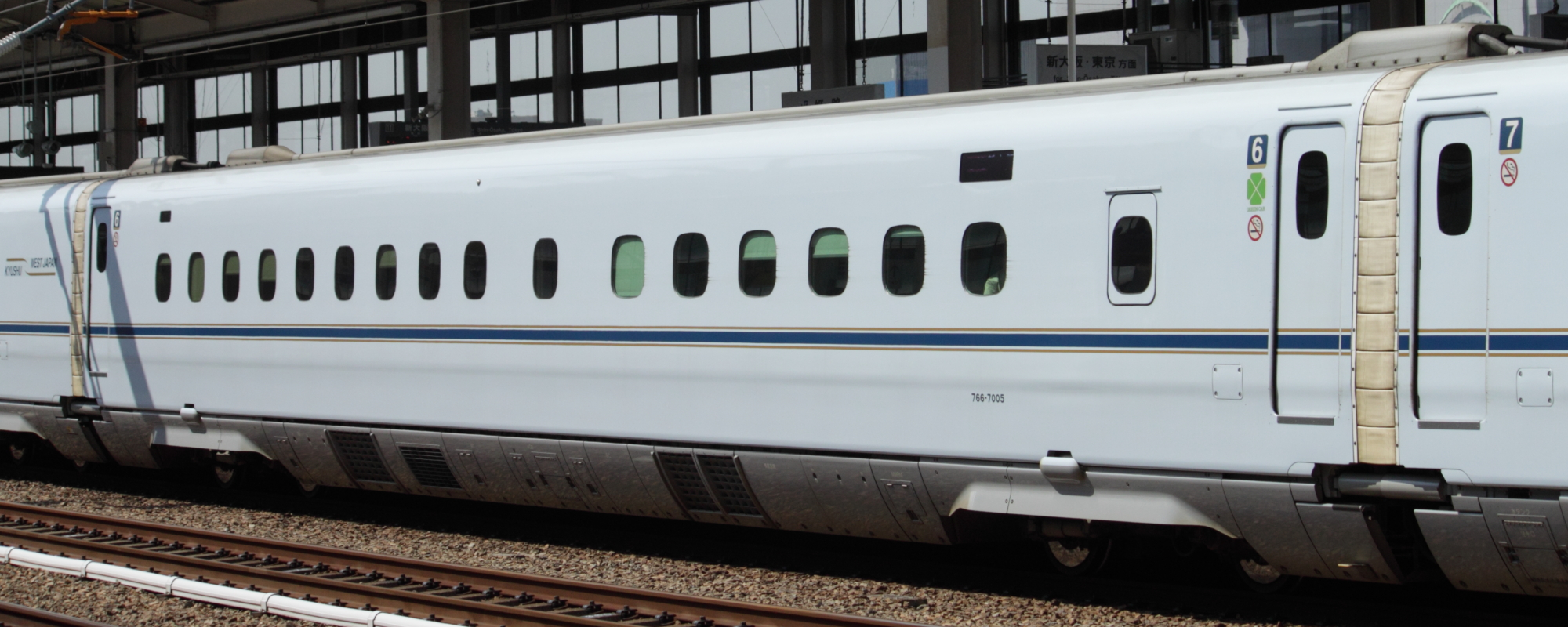
JR西日本的綠色車廂、普通車廂合造車（N700系S編成），綠色車廂端加上了綠色四葉標記

## 名稱由來
綠色車廂的名稱源自車廂側面車窗下的綠色色帶和當時一等車的綠色紙乘車券。在國鐵民營化後，JR各公司都取消了國鐵時代要在綠色車廂塗上綠色色帶的規定，只是在綠色車廂入口旁保留四葉標記。

## 應用

### 特急列車
綠色車廂坐席間距承襲了1950年製造的國鐵60系客車（特別二等車廂）和1951年製造的國鐵スハ（Suha）43系客車上的1,160mm，確立了綠色車廂在日本20公尺長車廂的標準上可以容納48個乘客。這種樣式一直沿用至1986年國鐵最後製造的Kiha185系柴油列車上。
1987年日本國鐵分割民營化後，各JR公司都因應個別路線和服務的需要設計不同類型的綠色車廂。一般坐位為2+2式排列，部分觀光路線就作1+2式排列，甚至是在綠色車廂內設置包廂，但是全部坐位均為回轉式坐位，座椅間距也大致承襲國鐵時代的標準，給客人在任何時間都是對向車頭方向。特急列車一般停站數目少、旅途長，所以也有JR公司加設坐椅電視，提供雜誌和音樂頻道收聽服務等。
一般在特急列車上的綠色車廂，都設有穿制服的服務員。

### 普通列車
在國鐵時代開始，為了確保一般列車綠色車廂的運輸能力，都會設定綠色車廂的坐位在60個左右，但是當時普通車的坐席都是由特急列車或者是急行列車拆下來的。
1950年代前的二等車因為回轉式坐席需要較多空間，所以只會和早期的新幹線0系電動列車一樣，設一半回轉式坐席，另一半為固定坐位。1960年代後的標準就是全部回轉橫向坐席。1973年，設備接近國鐵急行型電車的113系近郊型電車投入服務後，經常受到客人的投訴指坐位超過了而不能上車（理論上綠色車廂不設立位）。吸取了這個經驗後，國鐵在1976年製造的113系2000番台（改良版）上改為裝設簡易可調節椅背式坐椅，使車輛坐位增加至60個，這就成為了日後的標準。
1980年代以後，連結了綠色車廂的東海道本線和橫須賀線（湘南電車 / ）列車在通勤時間帶內乘客為數不少，付了另加車費也要在車廂站立成為了每天的「指定動作」，為了解決這情況，國鐵民營化後，JR東日本只好製造雙層的綠色車廂，並連結在國鐵211系電車（サロ212/213形）及國鐵113系電車（サロ124/125形）。於是，車廂可以容納的乘客數就增加了1.5倍達90人，參考了這經驗，日後JR東日本在新的電車列車上都加入雙層綠色車廂，也在這個契機下，JR東日本設計了215系電動列車，以全雙層綠色車廂設計來保持其來往東京至神奈川縣列車服務的競爭了。

### 包廂式綠色車廂
包廂式綠色車廂出現在「成田特快」（JR東日本253系電動列車）、「超景踴子號」（JR東日本251系電動列車）、「Spacia鬼怒川」（東武100系電動列車）、光號鐵路之星（JR西日本700系7000番台）、「Saphir踊子号」（JR東日本E261系電車）、WEST EXPRESS 銀河（JR西日本117系7000番台）等。

## 特等車廂/豪華綠色車廂

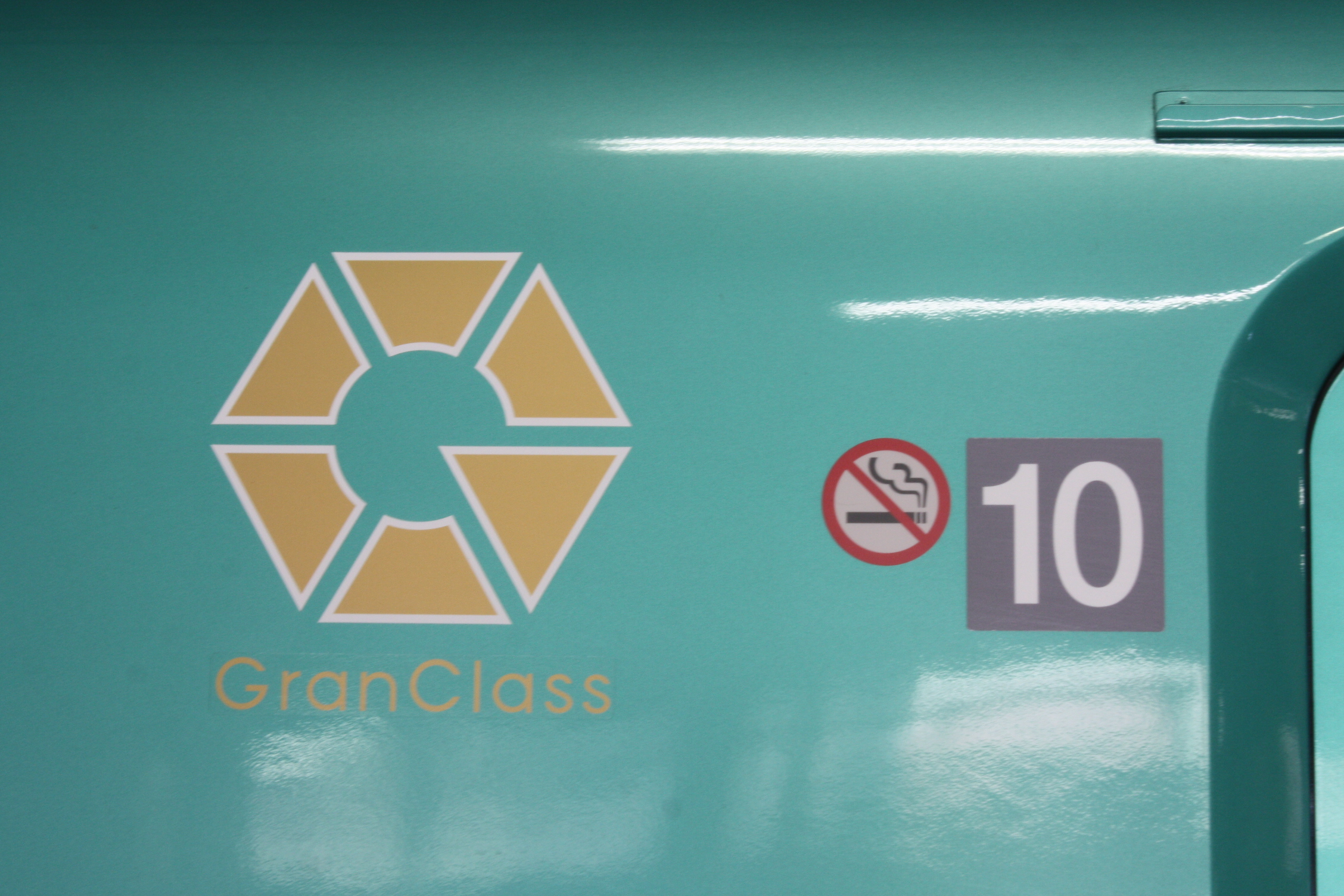
E5系特等车厢外部标识

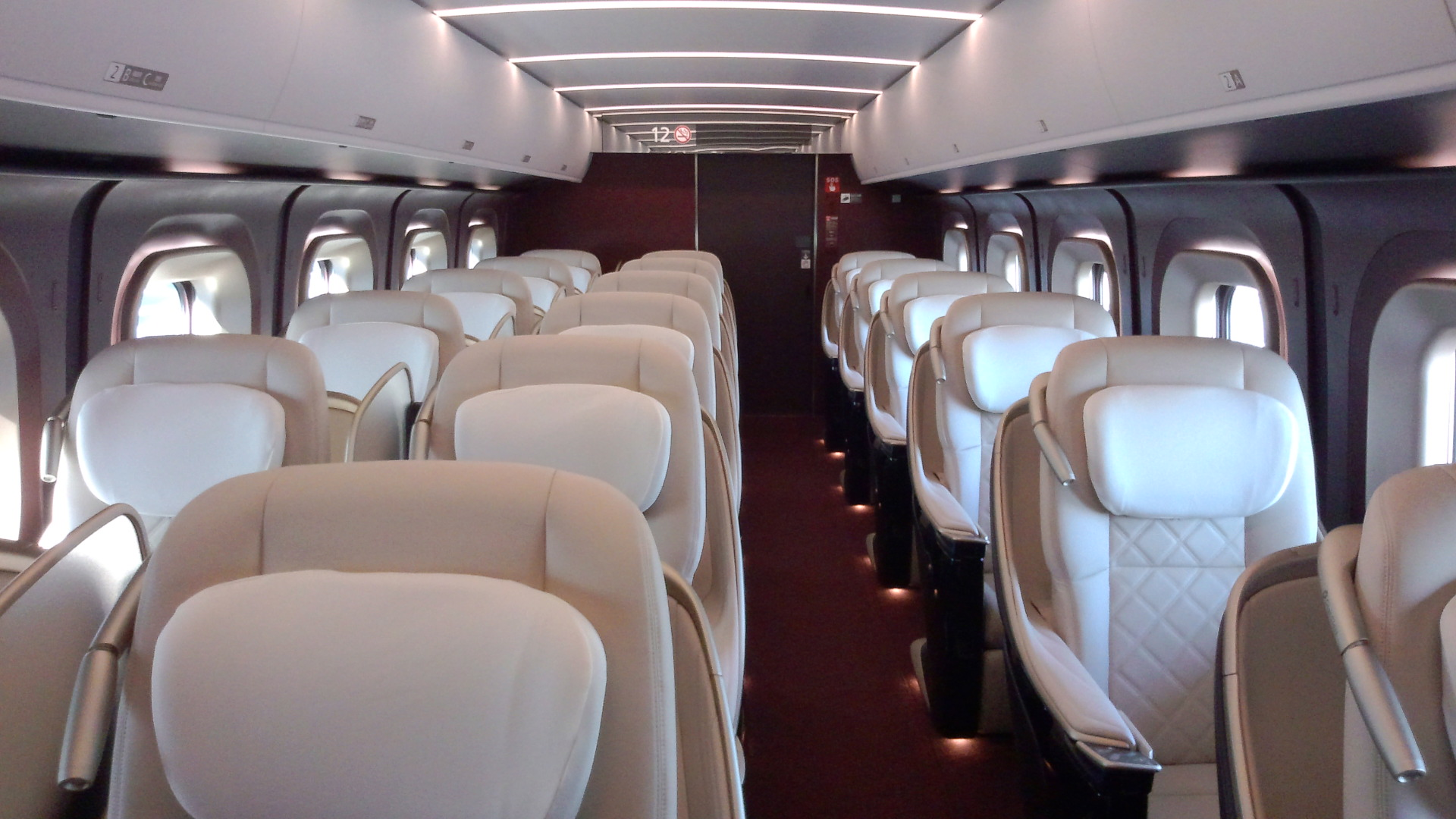
E7系特等車廂內裝

2008年8月，JR東日本發表了未來新型新幹線列車配備的比原本頭等車綠色車廂還要高一等的「超級綠色車廂」（「スーパーグリーン車」，暫名），2010年5月11日正式定名為：「Gran Class」（グランクラス車）。此車廂座椅間距比綠色車廂的1160mm增加到更寬的1300mm，座位寬度也由原來綠色車廂的475mm增加到520mm，並加入固定式椅背。除此之外，Gran Class設有專屬的車廂助理，並隨票附贈飲品、輕食等。
第一種配備Gran Class的新幹線車輛是E5系，2011年3月5日隨隼號列車投入運營啟用。隨後E7系、W7系、H5系、E956型亦引入此一座位等級，但E956型為實驗用途，不會投入服務。
在來線方面，2020年3月14日起投入服務的E261系也設有類似級別的「豪華綠色車廂」（プレミアムグリーン）。